# 羽髯樹鬚魚
羽髯樹鬚魚為輻鰭魚綱鮟鱇目棘茄魚亞目鬚角鮟鱇科的其中一種，發現於大西洋及中西太平洋的夏威夷群島海域，屬深海魚類，棲息深度910-1550公尺，雌魚體長可達4.7公分，屬肉食性，雄魚寄生在雌魚身上。

## 擴展閱讀
維基物種上的相關：羽髯樹鬚魚